# Írafell
Írafell är ett berg i republiken Island. Det ligger i regionen Höfuðborgarsvæði, 27 km nordost om huvudstaden Reykjavík. Toppen på Írafell är 260 meter över havet.
Trakten runt Írafell är nära nog obefolkad, med mindre än två invånare per kvadratkilometer. Närmaste större samhälle är Mosfellsbær, omkring 19 kilometer sydväst om Írafell. Trakten runt Írafell består i huvudsak av gräsmarker.